# Cumbre de los Pueblos
De Cumbre de los Pueblos (Spaans voor 'top van de volkeren') is een terugkerende conventie van vertegenwoordigers van linkse politieke organisaties en sociale bewegingen uit Latijns-Amerika en de Caraïben. De Cumbre ziet zichzelf als een sociaal en links alternatief voor exclusieve conferenties van staatshoofden en regeringsleiders en strijdt tegen neoliberale besparingen en voor solidaire en duurzame ontwikkeling, internationale samenwerking en soevereiniteit van Latijns-Amerikaanse en Caribische landen. De eerste Cumbre de los Pueblos vond plaats in 2005 in Argentinië; sindsdien zijn er bijeenkomsten geweest in 2005, 2006, 2007, 2007 (driemaal), 2009, 2012 (tweemaal), 2015, 2017, 2018, 2019 en 2023. De meest recente conventie vond plaats in Brussel op 17 en 18 juli 2023.